# 沃川站
沃川站（：／ Okcheon yeok */?）是京釜線沿線的一座鐵路車站，位於韓國忠清北道沃川郡沃川邑金龜里，有ITX-新村及無窮花號列車停靠。

## 历史
- 1905年1月1日 - 落成使用。
- 1950年6月30日 - 朝鲜战争爆发，导致车站毁坏。
- 1956年12月26日 - 车站重建。

## 車站結構
站體為2面4線的雙島式月台。

### 月台配置

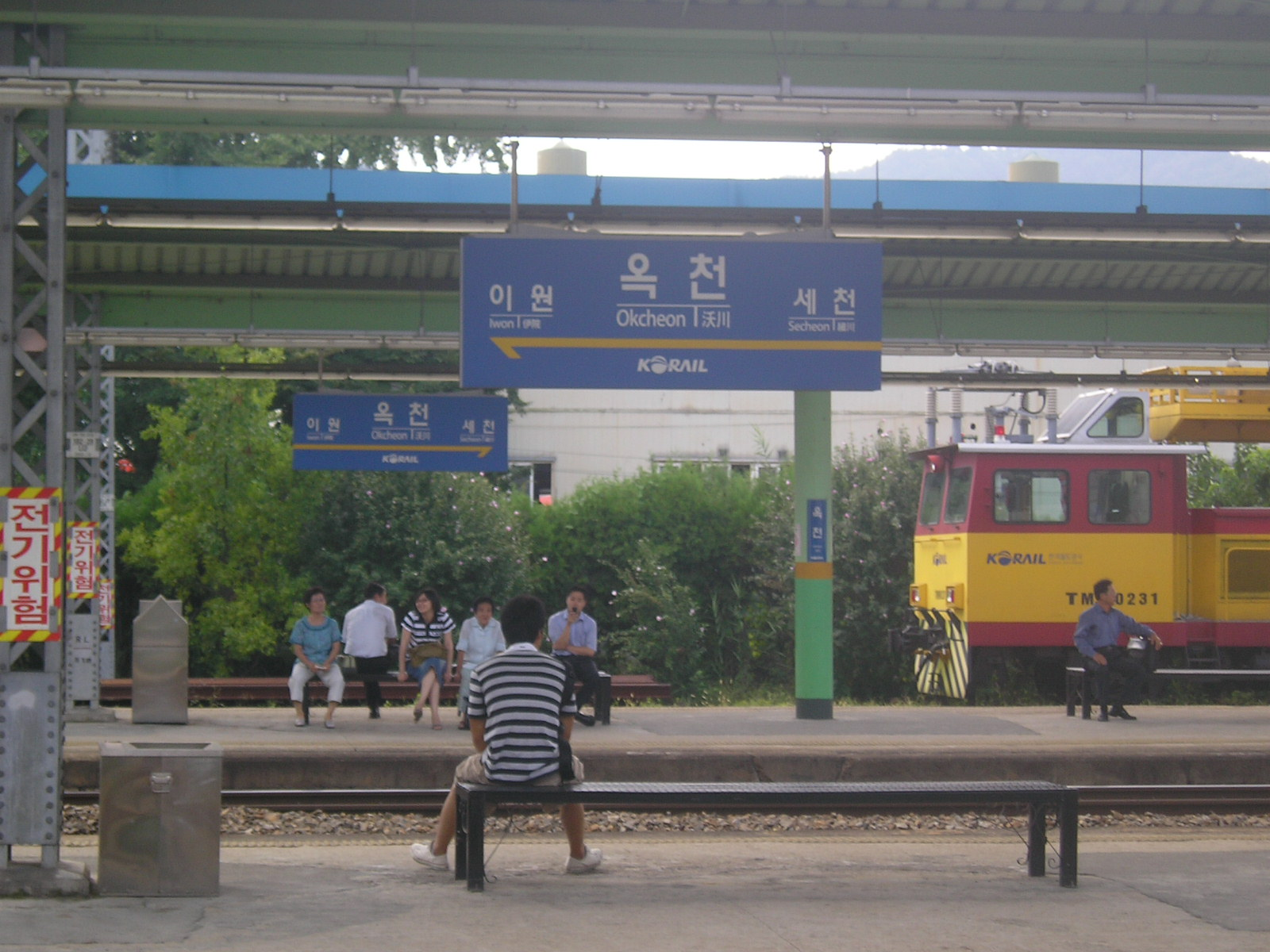
车站月台（2007年）
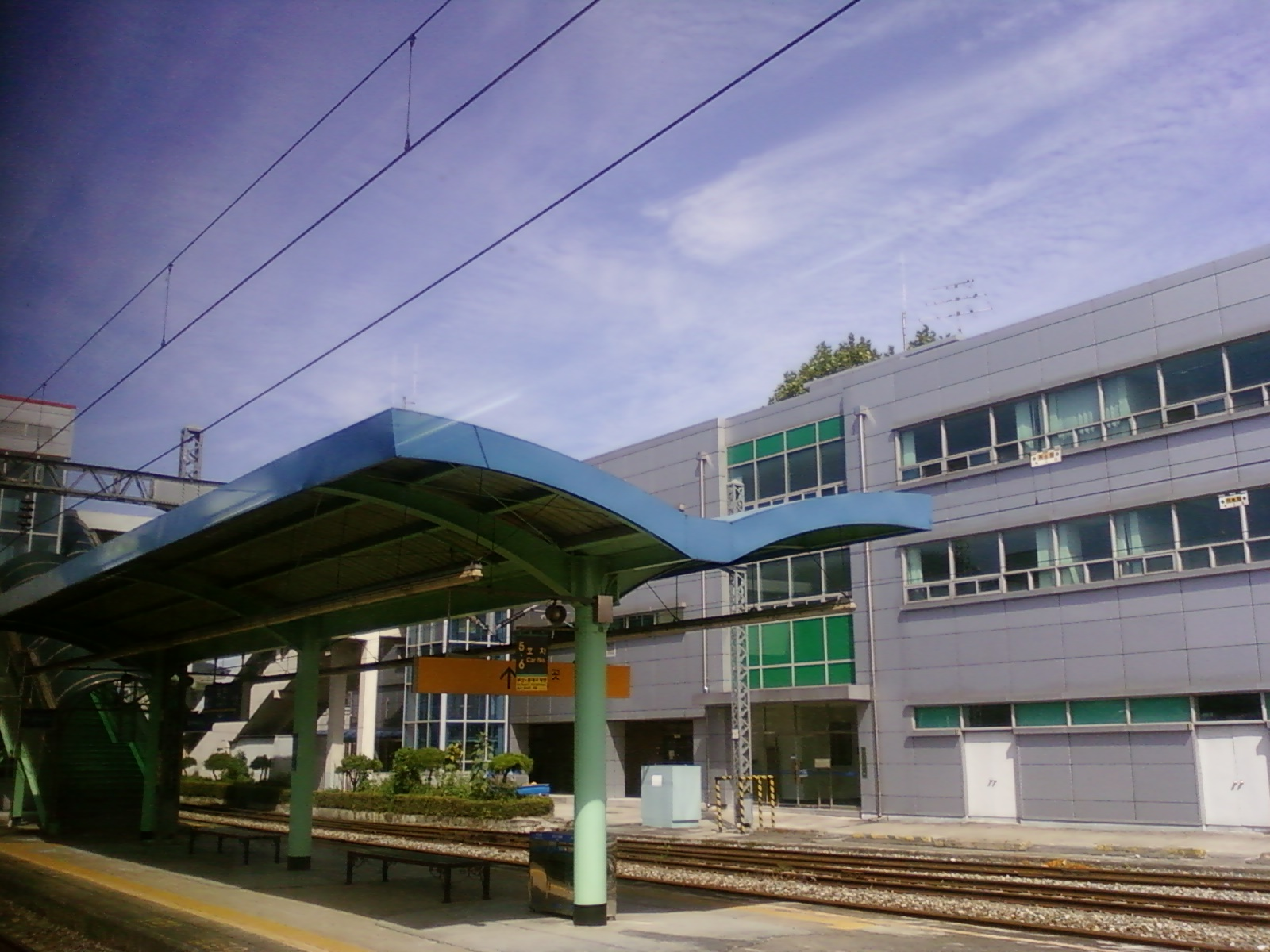
车站月台（2010年）

| ↑ 大田          |
| ４３ \| ２１ \| |
| 伊院 ↓          |

| 月台 | 路線   | 方向 | 目的地                                      |
| ---- | ------ | ---- | ------------------------------------------- |
| 1    | 京釜線 | 下行 | 不使用                                      |
| 2    | 京釜線 | 下行 | 往 東大邱、浦項、馬山、密陽、慶山、釜山方向 |
| 3    | 京釜線 | 上行 | 往 天安、平澤、水原、安養、永登浦、首爾方向 |
| 4    | 京釜線 | 上行 | 不使用                                      |

- 车站月台（2007年）
- 车站月台（2010年）

## 车站周边
- 忠北道立大学
- 沃川市場
- 沃川高等学校
- 沃川中学
- 沃川女子中学
- 三阳初等学校
- 沃川警察署
- 韩国通信沃川支社

## 相鄰車站
韓國鐵道公社
京釜線
無窮花號
大田－沃川－伊院